# Schlachtgeschwader 10
Das Schlachtgeschwader 10 war ein Verband der Luftwaffe der Wehrmacht im Zweiten Weltkrieg. Es war mit Schlachtfliegern vom Typ Focke-Wulf Fw 190 ausgestattet und führte Luftangriffe mit Bomben und Bordwaffen, unmittelbar zur Unterstützung der Bodentruppen, durch. Das Geschwader war während der gesamten Zeit seines Bestehens im Deutsch-Sowjetischen Krieg eingesetzt. Es wurde am 8. Mai 1945, nach der bedingungslosen Kapitulation der Wehrmacht, aufgelöst.

## Aufstellung
Das Schlachtgeschwader 10, mit dem Geschwaderstab und der I. bis III. Gruppe, entstand am 18. Oktober 1943 in Berditschew (Lage), im vom NS-Staat besetzten Teil der Sowjetunion. Der Geschwaderstab war der umbenannte Geschwaderstab des Schnellkampfgeschwaders 10, die I. Gruppe war die ehemalige I. Gruppe des Schlachtgeschwaders 2, die II. Gruppe wurde aus der IV. Gruppe des Schnellkampfgeschwaders 10 und die III. Gruppe aus der II. Gruppe des Sturzkampfgeschwaders 77 gebildet. Das Geschwader war mit verschiedenen Varianten der Focke-Wulf Fw 190 ausgestattet.

## Gliederung
Der Geschwaderstab führte am 10. Januar 1945 die I. bis III. Gruppe, die wiederum in Staffeln unterteilt waren. Die 1. bis 3. Staffel gehörte der I. Gruppe, die 4. bis 6. Staffel der II. Gruppe und die 7. bis 9. Staffel der III. Gruppe an. Jede Staffel führte ein Staffelkapitän und war in drei Schwärme mit je vier Flugzeugen unterteilt. Daraus ergab sich eine Sollstärke der Schlachtfliegergruppe von 36 Flugzeugen in den drei Staffeln und 6 Flugzeugen für die Gruppenstabsstaffel mit dem Gruppenkommandeur. Dies ergab bei drei Schlachtfliegergruppen eine Sollstärke von 126 Flugzeugen und 6 Flugzeugen für die Geschwaderstabsstaffel mit dem Geschwaderkommodore. Daraus ergibt sich eine Sollstärke von 132 Flugzeugen.

## Geschichte

### 1943
Der Geschwaderstab mit der I. bis III. Gruppe lag Ende des Jahres 1943 in Berditschew im Süden der Ostfront. Dort war das Geschwader der Luftflotte 4 unterstellt. Ausgerüstet mit der Focke-Wulf Fw 190, in den Schlachtfliegervarianten F-3 und G-3, wurde es gemäß der Doktrin eines Schlachtgeschwaders direkt gegen feindliche Bodentruppen an der Frontlinie eingesetzt. Dazu hatte die verwendete Fw 190 im Vergleich zur Jagdfliegervariante der A-Serie eine verbesserte Panzerung und ein verstärktes Fahrwerk. Am Rumpf konnten Bomben bis zu 500 kg und zusätzlich mit Hilfe eines Einhängerostes vier 50-kg-Bomben angehängt werden. An den Tragflächen konnten weitere Außenlasten mitgeführt werden. Diese Änderungen wirkten sich auf die Flugleistungen der Fw 190 F aus. So musste ein Geschwindigkeitsverlust von bis zu 90 km/h, eine Reduzierung der Steigleistung um bis zu 5 m/s sowie eine Verringerung der Dienstgipfelhöhe um etwa 2300 m hingenommen werden. Zudem war die Manövrierfähigkeit mit Bombenlast erheblich eingeschränkt und durch die fest installierten Träger unter Rumpf und Tragflächen musste auch nach Abwurf der Außenlasten noch ein Geschwindigkeitsverlust von 15–30 km/h in Kauf genommen werden.

### 1944
Ende Januar intervenierte das Geschwader zeitweilig bei der Kesselschlacht von Tscherkassy, bei der die Masse der 8. Armee der Heeresgruppe Süd zeitweilig eingeschlossen wurde. Zu dieser Zeit verfügte der Geschwaderstab über eine, die I. Gruppe über 14 und die II. Gruppe über 15 einsatzbereite Focke-Wulf Fw 190. Ende Februar 1944 waren der Geschwaderstab, die I. und die III. Gruppe dem Seefliegerführer Schwarzes Meer unterstellt. Zu dieser Zeit lagen sie auf den Fliegerhorsten Nikolajew und Lysiatytsche. (Lage) Als am 8. April die Befreiung der Krim durch die 4. Ukrainische Front der Roten Armee eingeleitet wurde, unterstützte das Geschwader die 17. Armee im Brennpunkt der Bodenkämpfe.
Während der sowjetischen Operation Bagration, die am 22. Juni 1944 begann und die Befreiung von Belarus zum Ziel hatte, verlegten Teile des Geschwaders zur Luftflotte 6 in den Mittelabschnitt der Ostfront. So war der Geschwaderstab und die III. Gruppe der 4. Flieger-Division und die I. Gruppe der 1. Flieger-Division unterstellt, während die II. Gruppe beim I. Fliegerkorps im Süden der Ostfront blieb. Aufgrund des schnellen Rückzugs der deutschen Verbände bezog das Geschwader durchschnittlich jede Woche einen anderen Fliegerhorst.
Hauptsächlich flog das Geschwader zu dieser Zeit mit der Fw 190 in der Variante F-8, die eine neue gewölbte Kabinenhaube hatte, die dem Flugzeugführer mehr Bewegungsfreiheit gewährte und gleichzeitig die bei Erdkampfeinsätzen so wichtige Bodensicht verbesserte. Um das immer weiter ansteigende Abfluggewicht zu kompensieren, wurde bei der F-8 zusätzlich die Tragflächenstruktur im Bereich des Fahrwerks verstärkt.
Im September verlegte das Geschwader wieder zurück in den südlichen Abschnitt der Ostfront, wo inzwischen der Kampf um Ungarn eingesetzt hatte.

### 1945
Zum Jahreswechsel 1944/45 lagen der Geschwaderstab und die I. Gruppe in Oecseni, die II. Gruppe in Fünfkirchen und die III. Gruppe in Börgönd, alle im besetzten Ungarn gelegen. Neben Abwehrkämpfen nahm das Geschwader auch an den Plattenseeoffensiven teil, die einen letzten deutschen Versuch darstellte, den Vormarsch der Roten Armee in Richtung Wien zu stoppen. Nachdem diese gescheitert waren, zog sich das Geschwader weiter auf österreichische Fliegerhorste zurück. Letzte Plätze waren Bad Vöslau, Markersdorf, Hörsching, Wels und Zeltweg. Zu dieser Zeit war es der 18. Flieger-Division des Luftwaffenkommandos 4 zugeteilt. Am 8. Mai 1945, nach der bedingungslosen Kapitulation der Wehrmacht, löste sich das Geschwader auf.

## Kommandeure

### Geschwaderkommodore
| Dienstgrad     | Name              | Zeit                                    |
| -------------- | ----------------- | --------------------------------------- |
| Major          | Heinz Schumann    | 18. Oktober 1943 bis 8. November 1943 † |
| Oberstleutnant | Helmut Viedebantt | Dezember 1943 bis 2. Januar 1944        |
| Oberstleutnant | Georg Jakob       | 30. Januar 1944 bis 8. Mai 1945         |

### Gruppenkommandeure
I. Gruppe
- Major Egon Thiem, 1. Dezember 1943 bis 8. Mai 1945[13]

II. Gruppe
- Oberstleutnant Helmut Viedebantt, 18. Oktober 1943 bis 15. Dezember 1943[14]
- Hauptmann Götz Baumann, 16. Dezember 1943 bis 8. Mai 1945[15]

III. Gruppe
- Hauptmann Helmut Leicht, 18. Oktober 1943 bis 26. Juni 1944 †[16]
- Hauptmann Horst Steinhardt, 2. Juli 1944 bis 8. Mai 1945[17]

## Auszeichnungen
Bekannte Träger des Ritterkreuz des Eisernen Kreuzes oder höherer Stufen des Schlachtgeschwaders 10.
| Name                  | Dienstgrad     | Einheit    | Ritterkreuz   | Eichenlaub    |
| --------------------- | -------------- | ---------- | ------------- | ------------- |
| Axthammer, Erich      | Feldwebel      | Stab/SG 10 | 28. Apr. 1945 |               |
| Enzensberger, Josef   | Oberfeldwebel  | 1./SG 10   | 28. Feb. 1945 |               |
| Goetze, Manfred       | Oberleutnant   | 8./SG 10   | 19. Aug. 1944 |               |
| Günther, Paul         | Oberfeldwebel  | 9./SG 10   | 2. Feb. 1945  |               |
| Honnefeller, Günther  | Leutnant       | 7./SG 10   | 17. Okt. 1944 |               |
| Jakob, Georg          | Oberstleutnant | Stab/SG 10 |               | 30. Sep. 1944 |
| Johannes, Bernhard †  | Feldwebel      | 1./SG 10   | 29. Okt. 1944 |               |
| Leicht, Helmut †      | Major          | III./SG 10 |               | 24. Okt. 1944 |
| Orzegowski, Ernst     | Feldwebel      | 7./SG 10   | 14. Jan. 1945 |               |
| Piske, Herbert        | Oberleutnant   | 3./SG 10   | 14. Jan. 1945 |               |
| Riebicke, Klaus †     | Feldwebel      | 9./SG 10   | 6. Okt. 1944  |               |
| Schmitt, Norbert      | Oberleutnant   | 3./SG 10   | 28. Feb. 1945 |               |
| Starke, Heinrich      | Leutnant       | 7./SG 10   | 28. Jan. 1945 |               |
| Welzel, Karl-Heinrich | Feldwebel      | 7./SG 10   | 5. Jan. 1944  |               |

## Bekannte Geschwaderangehörige
- Friedrich-Wilhelm Grunewald (1920–2001), war ein Brigadegeneral der Luftwaffe der Bundeswehr und Bundesvorsitzender der Kleinpartei Patrioten für Deutschland
- Kurt Götze (1922–2018), war ein Segelflieger in der DDR, der mehrere Segelflugrekorde aufstellte